# 487. pr. Kr.
◄ | 6. stoljeće pr. Kr. | 5. stoljeće pr. Kr. | 4. stoljeće pr. Kr. | ►
◄ | 510-ih pr. Kr. | 500-ih pr. Kr. | 490-ih pr. Kr. | 480-ih pr. Kr. | 470-ih pr. Kr. | 460-ih pr. Kr. | 450-ih pr. Kr. | ►
◄◄ | ◄ | 490. pr. Kr. | 489. pr. Kr. | 488. pr. Kr. | 487 pr. Kr. | 486. pr. Kr. | 485. pr. Kr. | 484. pr. Kr. | ► | ►►
Astronomija
487. g. prije Krista godina je predjulijanskog rimskog kalendara. U svoje je vrijeme bila znana u rimskom svijetu kao godina konzulstva Sicinija i Akvilija ili, u nešto manjem opsegu 267. godina ab urbe condita). Oznaka 487. pr. Kr. za ovu godinu u uporabi je od ranog srednjeg vijeka otkad je kalendarska era Anno Domini postala prevladavajuća metoda brojanja godina u Europi.

## Vanjske poveznice
|  | Zajednički poslužitelj ima još gradiva o temi 487. pr. Kr. |